# Helmut Bernhard
Helmut Bernhard (* 1948 in Neustadt an der Haardt) ist ein deutscher Provinzialrömischer Archäologe. Als langjähriger Bodendenkmalpfleger und Leiter der Außenstelle Speyer der Direktion Landesarchäologie (Generaldirektion Kulturelles Erbe Rheinland-Pfalz) widmet er sich besonders der frühen Geschichte der Pfalz.

## Ausbildung und Werdegang
Helmut Bernhard besaß bereits als Schüler ein großes Interesse für Archäologie seiner Heimat. Nach einer kaufmännischen Lehre und Anstellung studierte er zunächst an der Johannes Gutenberg-Universität Mainz Vor- und Frühgeschichte, Alte Geschichte, Ägyptologie und Anthropologie, dann an der Ludwig-Maximilians-Universität München, wo er 1976 bei Günter Ulbert mit dem Thema Die römischen Grabfunde aus Rheinzabern (ungedruckt) promoviert wurde. Im Februar 1977 kam er an das damalige Staatliche Amt für Frühgeschichte in Speyer. Der Tätigkeit als Bodendenkmalpfleger blieb er bis in die Gegenwart treu. Seit 2000 war er Leiter dieser Außenstelle, seit 2013 ist er im Ruhestand. Sein Nachfolger wurde Ulrich Himmelmann.
Seit Mitte der 1990er Jahre übernahm er Lehraufträge an der Universität Mannheim zur provinzialrömischen Archäologie sowie Vor- und Frühgeschichte. 1999 wurde er zum Honorarprofessor ernannt. Er betreute zahlreiche Abschlussarbeiten, mit der Ruprecht-Karls-Universität Heidelberg führte er mehrjährige Lehrgrabungen im Vicus Eisenberg durch.

## Forschung
Als Bodendenkmalpfleger und Amtsleiter in Speyer war Bernhard an zahlreichen Ausgrabungsprojekten der Pfalz beteiligt und hat dazu regelmäßig und zahlreich publiziert. Im Kern gilt sein Interesse der römischen Epoche, wobei besonders die Grabungen in den „Industrieorten“ Eisenberg und Rheinzabern (Tabernae) hervorzuheben sind. Zahlreiche Publikationen legte Bernhard auch zu den großflächig ergrabenen villae rusticae in der Pfalz („Weilberg“ bei Bad Dürkheim-Ungstein und Wachenheim) vor.
Durch persönliches Engagement förderte er Ausgrabungen an bedeutenden mittelalterlichen Fundstellen der Pfalz, hier besonders Burgen im Pfälzerwald wie das Schlössel bei Klingenmünster oder die Burg Anebos. Im Rahmen des DFG-Sonderforschungsbereichs „Fürstensitze der Hallstatt- und frühen Latènezeit“ forschte er zu keltischen Herrschaftssitzen um Bad Dürkheim.

## Schriften (Auswahl)
- Römische Gläser in Worms. Sonderausstellung zum 100-jährigen Jubiläum des Altertumsvereins Worms e. V., Museum der Stadt Worms (Andreasstift), 18. August – 31. Oktober 1979. Herausgegeben vom Altertumsverein Worms e. V., Worms 1979.
- mit Franz Staab: Speyer. Geschichte der Stadt Speyer. Band 1. Kohlhammer, Stuttgart 1982.
- Der römische Schatzfund von Hagenbach. Herausgegeben vom Rheinischen Landesmuseum Trier in Verbindung mit dem Römisch-Germanischen Zentralmuseum, Mainz 1990, ISBN 3-88467-026-3
- mit Gertrud Lenz-Bernhard: Das Oberrheingebiet zwischen Caesars gallischem Krieg und der flavischen Okkupation (58 v.–73 n. Chr.). Eine siedlungsgeschichtliche Studie (= Mitteilungen des Historischen Vereins der Pfalz. Band 89). Historischer Verein der Pfalz/Historisches Museum der Pfalz, Speyer 1991.
- mit Arno Braun, Ulrich Himmelmann, Thomas Kreckel und Helmut Stickl: Der römische Vicus von Eisenberg. Ein Zentrum der Eisengewinnung in der Nordpfalz (= Archäologische Denkmäler in der Pfalz. Band 1). Herausgegeben von der Generaldirektion Kulturelles Erbe, Direktion Archäologie, Außenstelle Speyer 2007, ISBN 3-936113-02-5.
- Studien zur Spätantike. Civitas Nemetum (= Forschungen zur pfälzischen Archäologie. Band 7). Generaldirektion Kulturelles Erbe, Direktion Landesarchäologie, Aussenstelle Speyer, Speyer 2015, ISBN 978-3-936113-07-5.